# 城柵

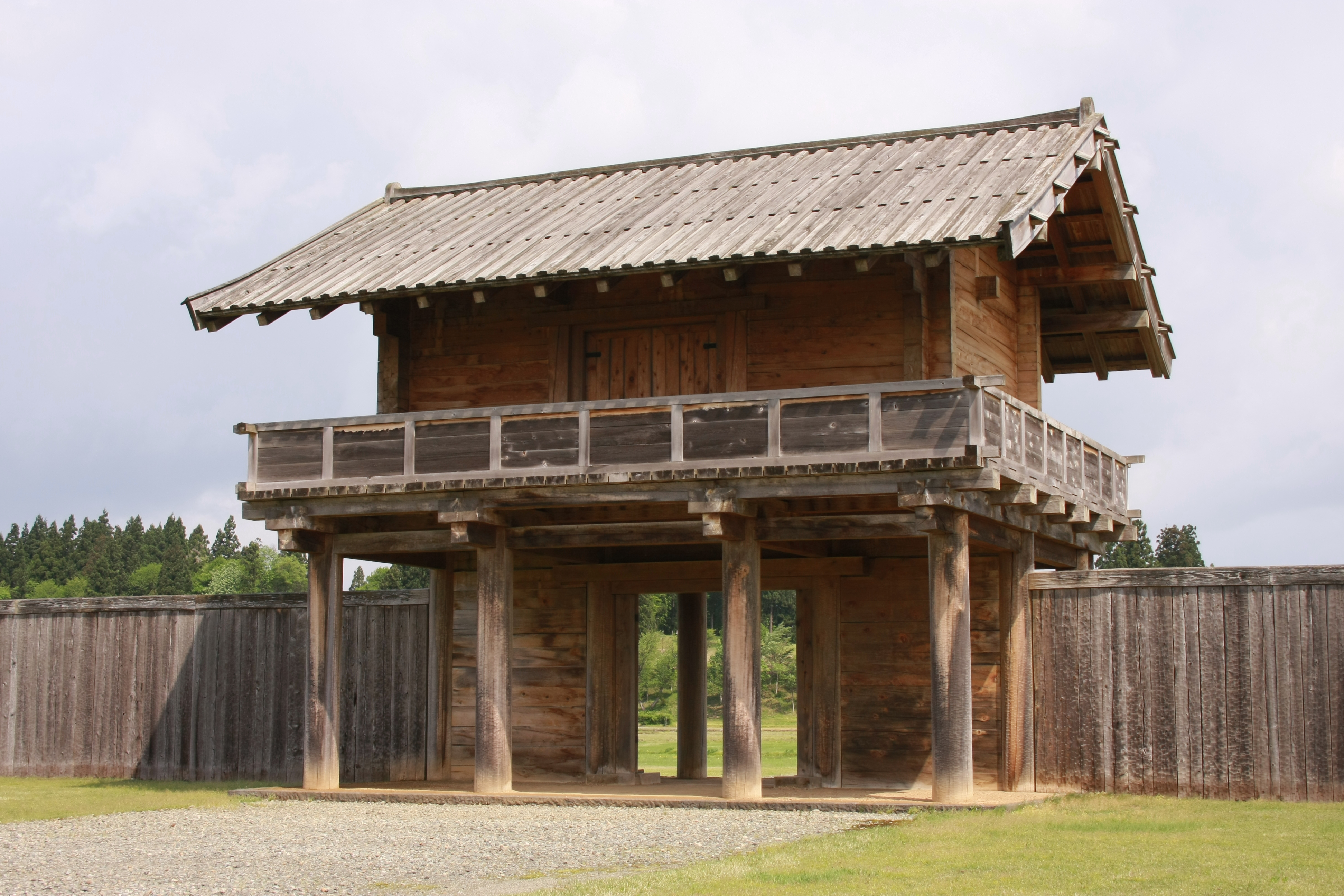
復元された払田柵南門。

城柵（じょうさく）は、7世紀から11世紀までの古代日本において大和朝廷（ヤマト王権、中央政権）が、本州北東部を征服する事業の拠点として築いた施設である。城柵は朝廷が蝦夷の居住地域に支配を及ぼすための拠点となる官衙であると同時に、柵戸と呼ばれる住民を付随する施設でもあり、兵を駐屯させる軍事的拠点でもあるという複合的な性格を有していた。
現代の歴史学では特に東北地方及び新潟県北部（陸奥国、出羽国、越後国）に置かれた政治行政機能を併せ持つものに限って言うことが多い。城柵は軍事拠点としての性格を有する一方で、中国地方や九州地方に築かれた古代山城と比べると防備が弱く、官衙としての性格が強いのが特徴である。
なお、前九年の役、後三年の役で安倍氏や清原氏が軍事拠点として設置した柵（沼柵、金沢柵、贄柵など）は成り立ちや性格が異なるので、一般的にはここで言う「城柵」に含めない。

## 基本的な性格
城柵は朝廷が本州北東部に支配域を拡げていく中で、その拠点として造営した施設である。20世紀半ばまでは蝦夷との戦争に備えた軍事施設として、城柵を最前線の砦と見る説が強かったが、1960年代以降の発掘調査で城柵に官衙が置かれていたことがはっきりすると、軍事・防衛機能を専一とする旧来のイメージは次第に改められていった。特に発掘調査の進展は、城柵の重要な構成要素が政庁を中心とした官衙であることを示している。しかし、城柵には軍団兵や鎮兵などの軍事力が常駐していたのも事実であり、官衙のみを重視する一面的な理解もまた適切でない。城柵の性格について政治的拠点と軍事的拠点のどちらを重視すべきかについての議論はあるにせよ、城柵とは律令国家の北方経営において軍政・民政の両面を執行した行政機関であり、西国の古代山城とはその性質を異にする。
一方、発掘調査の進展により、多賀城に代表されるような方形の外郭を持つ官衙的な城柵だけがその全てではないことも明らかになりつつあり、従来の官衙対軍事施設とは異なる別の視座からの対立軸を見出すこともできる。すなわち、形成史上は多賀城、胆沢城、城輪柵跡などに代表される王権の出先機関として築かれた官衙的な城柵及びその発展形の城柵と、桃生城や伊治城といった移民が集住する拠点であった囲郭集落に起源を持つとみられる城柵という2つの流れを見ることもできるのである。

## 城柵をめぐる人びと

### 城柵と公民（柵戸）
律令国家では基本的に郡（大宝律令以前は評を用いた）を基本単位とする国郡制によって地域を支配した。しかし、現在の東北地方北部にあたる蝦夷の居住地域では国郡制が及んでおらず、城柵はこれらの地域に朝廷による支配を及ぼしていくために造営された。
城柵の多くが国郡制未施行、すなわち朝廷の支配がまだ及んでいない地域に造営されたということは、当初城柵の周囲にそれを維持するための経済的な背景が乏しかったことを意味する。したがって通常は城柵の設置と前後してその地域に郡を置き、他地域から柵戸と呼ばれる移民を集住させて、城柵を維持するための人的・物的な基盤とした。柵戸の移住は城柵の中でも初期に設置された渟足柵、磐舟柵において既に行われており、以降も踏襲され城柵設置時の基本政策となった。郡の設置は朝廷の支配域を城柵という「点」から、「面」に拡げるものであり、柵戸の存在は城柵の維持にとって政策上一体不可分の関係であったと言える。
移民である柵戸は城柵の周辺に出身地域ごとに居住地を定められ、周辺を開墾したとみられている。それを示すように、古代東北の郷名には坂東と共通するものがみられる。同様に越後においても、渟足柵・磐舟柵の周辺で越前国・越中国と共通する郷名がみられた。しかし、柵戸の生活は厳しく、逃亡するものも多かった。移住後定着のために1～3年間調庸などの租税を免除されたが、その後は公民として租庸調、兵士役、雑徭、公出挙などの諸負担を負った。
一方で、城柵が必要とする物資は膨大であり、柵戸の生産力だけで負担できるものでなかった。陸奥国、出羽国が他の令制国と異なる長大な領域を持つのも、北方に支配域を拡げる上で、人的・物的資源を供給するための基盤が必要だったからであり、城柵を拠点とした朝廷による征服事業は、陸奥・出羽のみならず関東地方を中心とする東山道及び北陸道諸国にも多大な負担を強いたのである。

### 城柵と蝦夷（俘囚）
城柵とは柵戸の拠点であるのみならず、蝦夷の支配という役割も担っていた。これもまた、他の国衙にはみられない城柵固有の役割である。朝廷と蝦夷の関係は端的に言えば朝貢関係をとるものであり、城柵を通じた蝦夷との関係は「饗給（撫慰）」、「征討」、「斥候」の3つの様態に集約された。これは、蝦夷支配のために辺遠国（辺要国とも）である陸奥・出羽・越後の3か国の国司にのみ付与された権限である。城柵をめぐる政策にとって、柵戸の移住と郡設置による「面」的な支配は一体的に遂行されたものだが、同時に城柵を拠点として個別の蝦夷集団と朝貢関係を結ぶ「点」的な支配政策もまた、継続して行われていたのである。
朝廷が本州北東部への征服事業を進める中で、蝦夷とは時に激しい対立をもたらし、最終的に「三十八年戦争」を惹起していくことになるが、その間常に対立関係にあった訳でなく、また軍事的な緊張期にあっても全ての蝦夷と対立した訳ではなかった。したがって朝廷側に帰属を求める蝦夷の集団も少なくなかったのである。彼らは産物を貢納する見返りとして饗宴を受け、鉄器や布などの産物、あるいは食糧を得たり、朝廷の政策に協力して位階や姓を授かるなどの対価を得た。このような朝貢によるゆるやかな支配は、政治的な上下関係が規定されるものの、両者を一種の経済的な交易関係に結び付けるものであると言えた。しかし、このような関係は流動的で、いったん利害が対立すると容易に敵対状態にも転じうる不安定なものでもあった。また、経済的な「交易」と表現したものの、両者の関係が対等でない以上、時に略奪に近いものでもあったようである。しかしながら饗給の実施は、朝廷による硬軟織り交ぜた蝦夷支配政策の「軟」の性格をあらわしたものであると言える。
なお、「俘囚」とは朝廷に帰服した蝦夷全般を指す場合もあるが、より狭義には個別に朝廷と服属する関係を結んだ蝦夷のことであり、部姓を与えられて多くは城柵の周囲に居住した。集団で朝廷に服属したものは「蝦夷」という身分として、本拠地の地名+「君」（あるいは「公」）の姓を得（例：伊治公呰麻呂、大墓公阿弖利爲（アテルイ）と盤具公母禮（モレ））、多くは従来からの居住地に留まった。城柵の設置は、本州北東部における在地社会の再編ももたらしたのである。また、服属した蝦夷の軍は「俘軍」として、しばしば朝廷側の武力として活動したが、前述の通り朝廷と蝦夷の利害関係は流動的であったため、時に敵対する諸刃の刃ともなった。
一方、饗給の実施は、その物資を供給しなければならない諸地域にとって莫大な負担を強いるものであった。 養老6年（722年）、朝廷は饗給に用いる布を調達するため、陸奥按察使管内（石背国・石城国再併合後の陸奥国と出羽国）を対象に、調・庸を停止して、代わりに一人あたり長さ一丈三尺、幅一尺八寸の布（それまで調庸として貢納していた布の4分の1の面積）を納めさせることとした。これは両国の住民にとって調庸の負担を大幅に軽減させる民力休養策であると同時に、徴発した布は蝦夷に支給する「夷禄」として用いられた。この政策変更の背景には、養老4年（720年）に起きた蝦夷の大反乱（海道の蝦夷が反乱し、按察使の上毛野広人が殺害された。同年には九州で隼人の反乱も起きている）が挙げられる。史上初めて蝦夷の大反乱として記録されたこの出来事は、朝廷に大きな衝撃を与え、これまで進めてきた征服事業に抜本的な見直しを迫ることとなった。すなわち、それまで中央政府が収奪してきた調庸を放棄し、新たに管内で納めさせた布を全て蝦夷への饗給に充ててまでも、支配の安定を目指したのである。

### 城柵に駐屯した軍事力
冒頭で記したように、城柵に対する考古学調査の進展は、その基本的な構成要素が官衙にあるとする知見をもたらした。一方で城柵が朝廷による本州北東部征服事業の拠点であり、蝦夷を支配する場としての機能も担った以上、その軍事的な性格も決して軽視できないものである。
律令国家の地方軍制は、軍団を基本とし、それは辺遠国である陸奥国（及び石城国・石背国）においても例外でなかった。軍団に務める兵士は、当該令制国内の公民の中から徴募され、同じく国内の営に配された。養老4年（720年）当時、陸奥国には名取団・丹取団の2団が、石城国には行方団が、石背国には安積団があったと推測され、4個軍団を合わせると4,000人の常備兵がいたことになる。しかしながら、軍団制は交代で勤務（番上）するものであるため、実質的な兵力はその6分の1の670人程度に過ぎなかった。前掲の養老4年の蝦夷の大反乱は、このような従前の軍団では兵力が全く不足していたことを露呈させ、さらに按察使を介して陸奥・石城・石背の3か国を連携させるプランにも問題があることを明らかにした。したがって、軍団の兵力をより弾力的に運用できるようにするとともに、令外の全く新しい兵制として鎮兵制を導入し、それを統括する機関として、鎮守府を置くことになったのである。
鎮兵制の成立は、神亀元年（724年）頃とみられている。養老4年の蝦夷の大反乱を受けた一連の支配体制の立て直しは、神亀元年体制とも称され、その要旨は前掲の税制の見直しや、石城・石背国の陸奥国への再併合、鎮兵制と鎮守府の創設、黒川以北十郡の設置、玉造柵や牡鹿柵等五柵の設置と、国府と鎮守府を兼ねた陸奥国の新たな拠点としての多賀城造営等からなる。多賀城は政庁による内郭と、それを取り囲む外郭という以降の城柵の基本構造（二重構造城柵）を決定づけたものであり、政庁の規格化や屋根瓦の統一など、その後各地に展開される城郭のモデルとなった。なお、設置当初の多賀城は多賀柵と称しており、城の文字が使われるのは多賀城碑が初出である。他の城柵においても、8世紀末には「城」の表記が一般化する。
鎮兵制の創設に先立つ養老6年（722年）の政策見直しでは、陸奥国の「鎮所」に穀物の献上を募っており、これは兵力の駐屯に先立って軍糧を備蓄する目的で行われたものとみられている。国内から徴兵される軍団と異なり、鎮兵は主として坂東を中心とした東国の兵士が派遣され、専門の兵士として城柵に常勤（長上）した。東国の兵を陸奥国に常駐させる制度である鎮兵の性格は、征夷軍の常設化と言えるものであった。また、その人的な基盤を東国の兵士に求める鎮兵の性格は、九州北部に置かれた防人と類似するものである。これはまさに、朝廷が東国の軍事力を九州北部と東北で必要に応じて配置転換していたことを意味していた。九州で防人が停止された天平2年（730年）は、陸奥で鎮兵が実施された時期にあたっている。鎮兵は天平18年（746年）、軍団を6,000人規模に拡充した際に一度全廃されたが、天平宝字元年（757年）桃生城・雄勝城の造営にあたって復活した。天平宝字元年もまた、九州で復活させた東国防人の制度が再び停止され、九州北部の防衛を西海道出身の兵士に切り替える決定がなされている。九州ではその後東国出身者による防人は復活せず、逆に陸奥の鎮兵は「三十八年戦争」が終結する9世紀初頭まで廃止されることはなかった。鎮兵が全廃されるのは弘仁6年（815年）のことである。
石城国・石背国の2国は、養老2年（718年）に陸奥国の一部を分割して設置したものだが、その存続期間は短く、養老5年（721年）の8月から10月までの約2カ月の時期に、陸奥国に再併合されたものとみられている。これも、養老4年の蝦夷の大反乱を受けた朝廷の政策見直しの一環として、石城・石背両国の軍団を陸奥国の有事に動員しやすくする目的で行われたと考えられており、これにより陸奥国司は自らの権限で動員できる兵力が増大した。また、両国の再併合は多賀城造営の費用負担を求める理由もあったと思われ、多賀城創建期の瓦には磐城郡進と記されたものが見つかっている。
なお、鎮兵制の創設と軍団制度の再編により、城柵に駐屯する軍事力は、軍団と鎮兵の二本立てとなったが、前者が基幹的、後者が補完的な制度である。このように城柵に駐屯する軍事力は朝廷の征服事業の遂行過程で次第に増強されていったが、それは在地の蝦夷社会にとって大きな脅威となっていった。

### 城柵を支配した官人
城柵を統括したのが城司である。朝廷から官人が派遣されて城司の任に就き、国家権力の代理人としての権能をふるった。これを示すのが、国府でない城柵に対しても政庁が用意され、都の朝堂あるいは各国の国衙に倣う様式となっていた事実である。朝廷にとって蝦夷の服属を受け入れて朝貢関係を結ぶことは、国内に中国に倣う華夷秩序を現出する意味を持った。したがって城柵がその拠点として機能するためには、都と同じ様式の儀礼的な空間を必要としたのである。また、このような政治的な意味からも、蝦夷の服属を受け入れる城司は中央政府の代理人である必要があった。
城司として派遣された官人は国司や鎮官であり、8世紀には鎮官を兼任する国司が、9世紀から両官が別々に任命されて城司となった。『類聚三代格』所収の承和十一年（844年）九月八日官符によると、陸奥国司と鎮官をあわせて「辺城之吏」と称しており、国司が城柵に駐在する存在であったことを示すものである。また天平五年（733年）十一月十四日勅符は、陸奥国に派遣される国司以下官人に護衛の兵士をつける内容であり、奥地にある「塞」に派遣される場合は更に護衛を増員する規定が記されていることから、国司が城柵に派遣されていたことを裏付けるものとなっている。
出羽国においては、『続日本紀』宝亀十一年八月二十三日条に記された秋田城停廃問題において、新たに専任の国司（秋田城介）を置いて秋田城を存続させる決定がなされていることから、秋田城に国司が派遣されたことが明らかである。また『類聚三代格』所収、天長七年閏十二月二十六日格からは、出羽国では秋田城・雄勝城と国府に国司を配していて人員が足りないことから、目（さかん）以下の官員を増員したことが記されており、雄勝城にも国司が駐在していたことを確認できる。
このように各種史料によって城柵に国司が派遣されていたことを確認できる一方で、律令制下では国司以下官人の定員が規定されていることから、全ての城柵に城司が駐在したのか検討する必要がある。これについては、陸奥国・出羽国に置かれた城柵の数と両国の国司（四等官）及び史生の総定員の比較から、定員内で全ての城柵に国司を派遣することが可能であり、全ての城柵に城司を置いたのが原則であると考えられている。ただし、一つの城柵に複数の城司を置く場合もあったことから、この場合国司・史生の定員内で城司をまかなうのが苦しくなる。この対応策として、出羽国では国司の増員がなされ、陸奥国では胆沢城設置を契機として鎮官を独立の官とした。より最前線に近い志波城・徳丹城にも鎮守府から鎮官が派遣され、城司を務めたものと考えられている。
城司の役割は、辺遠国である陸奥・出羽・越後の三か国の守のみに規定された特別の職掌である「饗給（撫慰）」、「征討」、「斥候」を、現地の拠点である城柵において分担して遂行することにあったと言える。したがって駐在にあたっては軍団の兵士を率い、有事の際は鎮兵や俘囚により編成された俘軍の指揮権を持った。

## 城柵の史的展開
城柵は大化3年（647年）に造営された渟足柵から、「三十八年戦争」終結後の9世紀前半に造営された徳丹城に至るまで、設置された年代が長期に渡ることから、その様態は一様でない。岡田茂弘の分類によると、時期によって4つの段階に区分される。

### 初期の城柵
城柵は、大化3年（647年）の渟足柵（現在の新潟県新潟市東区旧阿賀野川、現在の通船川のより北と比定される）設置が記録上の初出である。翌大化4年（648年）には同じく越後国に磐舟柵（現在の新潟県村上市岩船付近と比定される）が設置された。これに先立つ斉明天皇元年（642年）に当地の蝦夷数千人が服属を申し出ており、この2つの柵は政治的・軍事的な役割のほかに蝦夷との交易・交流の拠点という役割も担ったものと考えられる。また、『日本書紀』の記述からは渟足柵・磐舟柵の設置にあたって柵戸が置かれたことが記されており、城柵の設置と移民の扶植は、当初からの一体的な政策であったことがわかる。この2つの城柵はともに海岸沿いの砂丘と河川の交点付近に築かれたと推測され、海上交通の便益が図られたとみられることも共通する。しかしながら両柵とも正確な場所が不明で、文献上の存在となっている。皇極天皇4年（658年）には都岐沙羅柵という名も『日本書紀』に見えるが、これもいつどこに設置されたのか不明である。

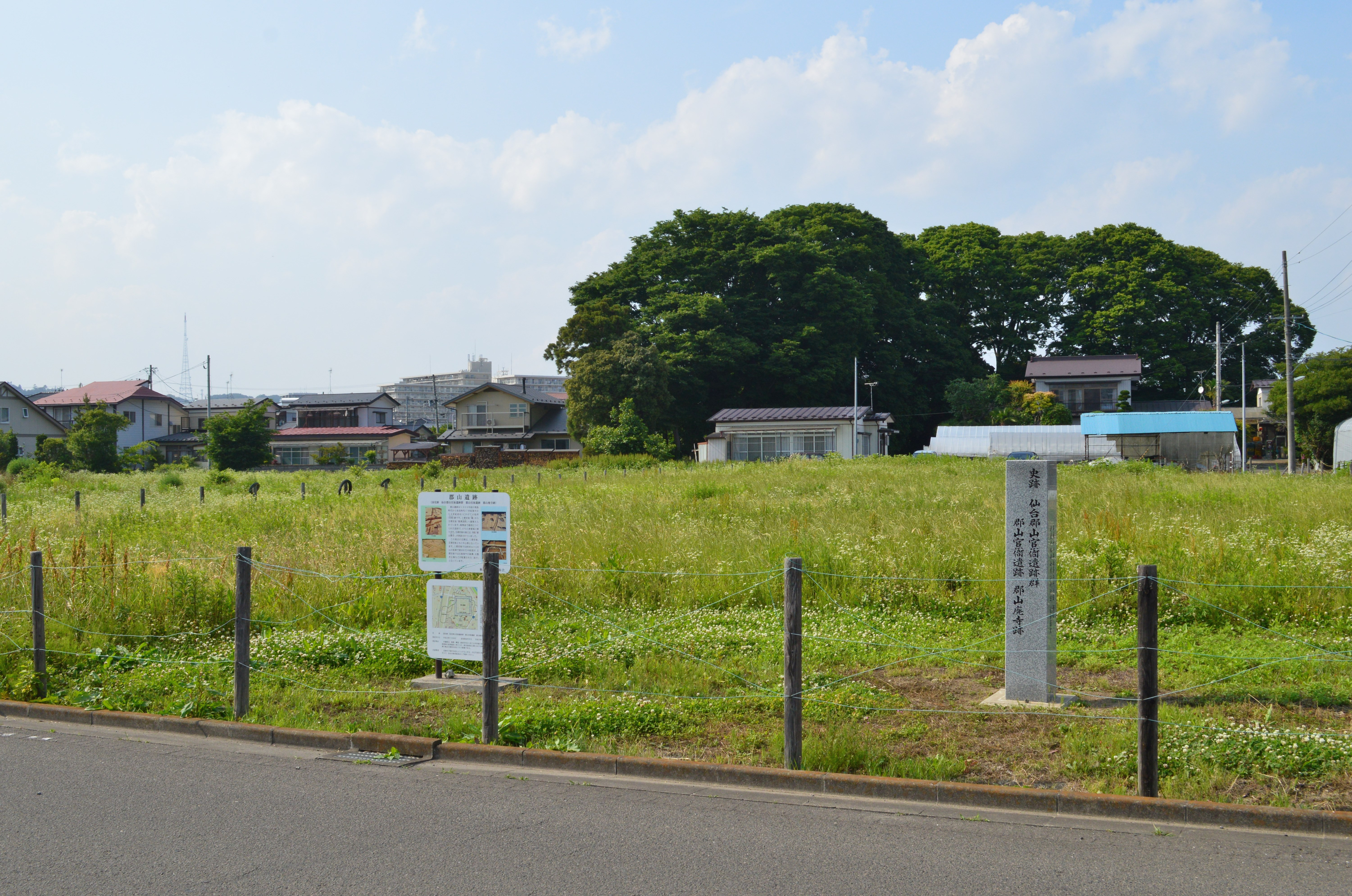
郡山遺跡 II期官衙中心部

考古学的な調査から様相が明らかとなっている初期の城柵としては、宮城県仙台市太白区で発見された郡山遺跡が挙げられる。現在の長町駅（JR東北本線・仙台市地下鉄南北線）東方にあり、広瀬川と名取川に挟まれた自然堤防と後背湿地上に位置する。この城柵は日本海側の渟足柵、磐舟柵に対応する、太平洋側の拠点であった。郡山遺跡ではI期・II期の二つの時期にわたる官衙の遺構が発見され、I期の遺構は東西約300m、南北約600mの広がりを持つ。建築方向は真北から西に約60度傾いており、材木塀や板塀で囲まれた政庁・工房・倉庫などの区画が連なっていた（ブロック連結構造城柵）。この施設構成は同時期の評家（郡家）遺跡と共通するものであるが、一方で武器工房を有し、櫓を設けるなど、一定の軍事的緊張を窺わせるものでもあった。
7世紀末頃、郡山遺跡はI期の官衙を廃棄し、その跡地に第II期の官衙が造営された。II期の遺構は東西約428m、南北約423mのほぼ正方形（一辺が約4町にあたることから、方四町官衙と呼ばれる）で、建築方位はほぼ真北を向く。敷地のほぼ中央に政庁たる正殿を置き、左右対称に脇殿や楼が配された。また、外周の塀から約9m離れて大溝が、さらに48mほど離れて外溝が開削されており、大溝と外溝の間は空き地である。外溝を含めた全体の規模は一辺約535mの方形となり、これは初めて条坊制を採用した藤原京の一坊の長さに相当した。政庁の施設配置及び正殿が南面する様式や、正殿北側に石敷きの広場が設けられたこと、大溝と外溝の間を空閑地とするなどの構成は、飛鳥宮や藤原京の強い影響を受けたものと考えられている。一方で、敷地の広大さに比して施設は全体的に希薄で、倉庫や官人の邸宅などの実務的な施設は郭外に置かれた。官衙内に倉庫を置かない構成は、秋田城を除いて後の城柵でも通例となっている。その他特筆すべき事項として、南西側に寺院が創建(郡山廃寺)されたことが挙げられ、城柵の周囲に寺院を置く構成は後代の多賀城や秋田城でも引き継がれた。
郡山遺跡II期官衙ではI期のブロック連結構造城柵を脱却し、都の朝堂を直接的に模倣した儀礼的な空間が志向され、後の城柵もこれに倣うこととなった。その一方郡山遺跡では外周の材木塀は一重(単郭式)で、主な実務施設を郭外に置くことになるなど、防御性に乏しい。郡山遺跡には陸奥国府が置かれていたと考えられており、多賀城の直接の前身と言える存在であった。7世紀中葉から8世紀初頭にかけての時期の城柵は、主に河川に隣接した平地や段丘上に築かれ、郡山遺跡II期官衙で脱却するまで、郡家に倣うブロック連結構造を取っていたのが特徴である。

### 多賀城の設置と、城柵の規格化

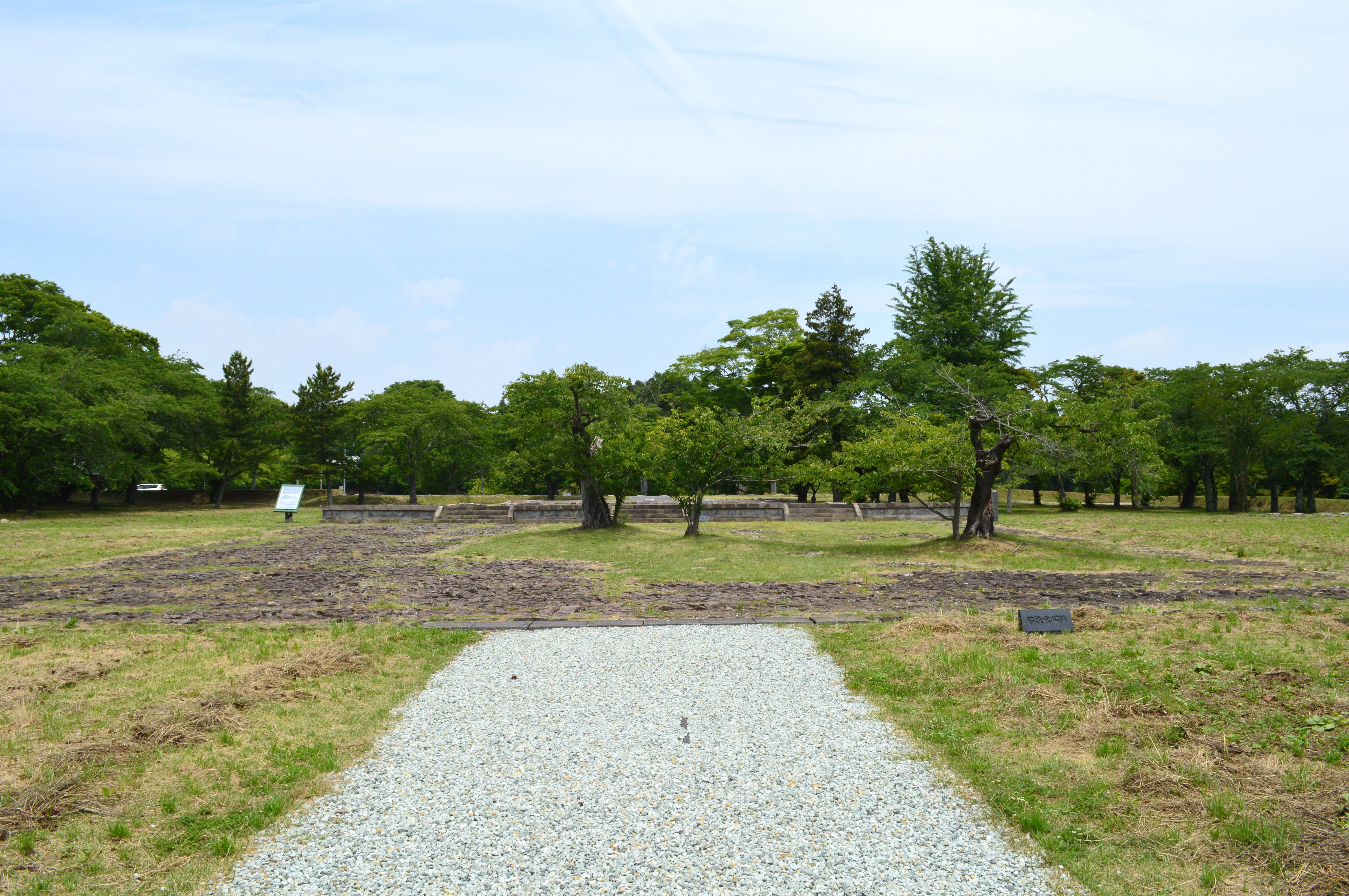
多賀城の正殿跡。

第II段階の城柵は、8世紀前半に造営されたものであり、多賀城や秋田城に代表される、丘陵地上に不整ながら方形を意識した外郭を構える、二重の囲繞施設を持つ城柵である。
多賀城(創建当初は「多賀柵」。現在の宮城県多賀城市に所在)は神亀元年（724年）、大野東人によって創建された。重ねて述べるとおり多賀城造営の背景には養老4年の蝦夷の大反乱があり、朝廷の東北政策再構築の一環として構築されたものである。したがって当初より石背・石城両国の再併合後の新たな陸奥国府かつ鎮守府としての役割が期待された。多賀城では郡山遺跡II期で確立された都に倣う官衙要素を発展的に継承し、かつ軍事的な拠点性を高め、以降の城柵に大きな影響を与えた。
周囲との比高差がほとんどない郡山遺跡に対し、多賀城は低丘陵上に位置し、仙台平野を見渡せる位置にあった。また、地形上の制約のため外周は歪んだ方形となっており、おおむね敷地中央に、整った方形の内郭が築かれて政庁が置かれた。塀で囲まれた政庁の周囲に実務官衙や兵舎を置き、更に外周を塀で囲う二重構造城柵は、まさしく多賀城で確立したものであり、以降の城柵の基本様式となる。この多賀城をモデルとして造営されたとみられるのが天平5年（733年）出羽国に築かれた秋田城（第II次出羽柵）であり、内郭施設内の建物配置および正殿・脇殿の面積はおおむね多賀城I期と共通する。ただし、多賀城正殿では四面に廂をめぐらす一方、秋田城正殿では正面の南側にだけ廂を配置し簡素化するなどの差異もみられる。

### 三重構造城柵の出現
第III段階の城柵は、8世紀後半に造営されたもので、新規に築かれたものとしては雄勝城、桃生城、伊治城が挙げられ、同時期に秋田城も改修を受け、出羽柵から改称して秋田城（阿支太城）と称されるようになった。また、同じく多賀城も大改修を受け、その荘重な装飾性においてピークに達した時期にあたる。先述の通り、雄勝城、桃生城の造営は一度廃止された鎮兵制の復活と軌を一にするものであり、朝廷による征服事業の再始動を示すものであった。これはまさしく中央において藤原仲麻呂が専権を握り、聖武天皇後期の領土不拡大の方針を放棄して、再度積極的な征服を目指す方針に転換したことによるものである。
この藤原仲麻呂政権の確立に先立つことおよそ20年前、天平5年（733年）の出羽柵の移転北進（=秋田城の造営）の後、天平9年（735年）に陸奥国から出羽柵を最短距離で結ぶ奥羽連絡路の建設が計画されたことがあった。当時は藤原四子政権の時代であり、藤原四兄弟の一人藤原麻呂が持節大使として多賀城に派遣され、奥羽連絡路建設のためにルート上の「賊地」である雄勝村（男勝村）の制圧が企てられたのである。なお、この時は東国から騎兵1,000人が集められたが、これらの大半は天皇の代理人である持節大使とともに多賀城ほかの城柵の留守番の役割に充てられ、実際の軍事行動は陸奥按察使と鎮守将軍を兼ねた大野東人が、これらの城柵に元々配置されていた常備の軍勢（鎮兵・兵士）を率いて行った。先述の騎兵1,000人のうち196人が大野東人に預けられ、大野東人は騎兵196人、鎮兵499人、陸奥国の兵5,000人、帰順した蝦夷249人という陣容のもと、奥羽連絡路を開削しながら雄勝村の制圧に向かったのである。この時の軍事行動は、強硬な侵攻策の非と損失を訴えて寛大な処置を主張する出羽守田辺難波の建言を容れた大野東人が、雄勝村の征服を中止して途中の比羅保許山までの道路開通を成果として撤退し、藤原麻呂もこれを了承したために、一度の戦闘もともなわずに終結することとなった。この時はあくまで暫定的な侵攻の中止であったが、同年の内に帰京した藤原麻呂が都で猖獗を振るっていた天然痘に倒れて病没し、藤原四子政権が崩壊。聖武天皇が仏教への傾斜を深め大仏と国分寺の建立に国力を傾注する中で、それまで行ってきた征服と版図拡大の方針はその後20年余りにわたって凍結されることとなったのである。
天平勝宝8歳（756年）の聖武天皇崩御の翌天平宝字元年（757年）、自身と結びつきの強い大炊王を立太子（翌年天皇に即位、後に淳仁天皇と諡号される）させ、比類なき権力を確立した藤原仲麻呂は、聖武期後半において凍結されていた本州北東部への征服事業を再始動させることとなる。この時期に造営されたのが前代に未着手となっていた雄勝城と桃生城であり、陸奥国の浮浪人や坂東諸国から徴発した労働力により造営が進められた。これらの事業を現地にて指揮したのが仲麻呂の四男（三男とも）藤原朝狩である。朝狩は大炊王立太子後の天平宝字元年に起きた橘奈良麻呂の乱の後、奈良麻呂の同調者と目されて変により自害に追い込まれた佐伯全成の跡を襲い陸奥守及び按察使に就任、その後上記は雄勝・桃生の2城柵の造営のほか、出羽国に雄勝・平鹿の2郡を設置、陸奥国から秋田城まで7つの宿駅を置き連絡路を開通させた。天平宝字4年（760年）、朝廷では朝狩が雄勝城を一戦も交えずに完成させたこと、それまで蝦夷の領域とみられていた北上川の対岸に桃生城を築き蝦夷たちを驚嘆させたことを称揚して、朝狩に従四位下を授けた。同年に朝狩は多賀城の改修にも着手し、天平宝字6年（762年）に多賀城碑を設置して自らの功績を称揚させている。この多賀城碑は、それまで多賀柵と呼ばれていた城柵が多賀城と記されるようになった初見である。これは中国風の名称を好んだ仲麻呂政権の性格を反映したものと考えられており、同時期に改修を受けた第II次出羽柵も「阿支太城」（秋田城）と記されている。
このように仲麻呂政権では藤原朝狩の指示のもと積極的な政策を展開し、天平9年（735年）に一時中断された征服事業を継承しながら、より発展させていくこととなった。特に桃生城の造営はそれまで約1世紀に渡って暗黙の裡に守られてきた朝廷と蝦夷の境界を踏み越えるものであり、以後急速に高まっていく蝦夷との緊張関係は、最終的に海道蝦夷の蜂起をきっかけとした「三十八年戦争」（虎尾俊哉による命名。後述）を惹起していくこととなる。このような背景のもと造営されたこの時期の城柵は軍事的な緊張関係を窺わせる構成となっており、桃生城（現在の宮城県石巻市に所在）は比高差80mほどの急峻な丘陵上に立地し、中枢部は政庁を中心とした中央郭に、西郭と住民の住居域を取り込んだ東郭とが取り付く構造となっている。仲麻呂政権を打倒した称徳・道鏡政権においても強硬な征服政策が引き継がれたことで朝廷と蝦夷との対立は更に深刻化し、東国から送り込まれた柵戸や鎮兵が逃亡する事態を招くこととなった。このような時勢のもと、神護景雲元年（767年）に造営された伊治城（現在の宮城県栗原市に所在）では、三重構造城柵という新たな形態がみられることとなる。
三重構造城柵とは、通常の城郭にみられる材木塀ないし築地塀で区画された政庁及び外郭の更に外側にさらに区画施設を巡らし、居住域をも城柵の中に取り込んだものである。伊治城の最外郭は南辺が築地塀である以外は土塁に空堀であり、さらに北辺には土塁を二条巡らしていて、北方の蝦夷からの防御を意識していることが明白である。この最外郭の内側に居住域が存在し、多数の竪穴建物が検出されている。この時期には東山遺跡（宮城県加美町）、城生柵跡（同）など、8世紀前半に造営された近隣の城柵も、城外の集落を取り込むように防御施設を巡らして三重構造化していたことが判明しており、先述の桃生城で住居域を城柵内部に取り込む端緒がみられることを考え合わせると、「三十八年戦争」以前に既に城柵周辺の不穏な情勢を窺うことが出来る。

### 三十八年戦争及び徳政相論以後の城柵
蝦夷と朝廷との緊張関係は、宝亀5年（774年）7月、海道蝦夷が蜂起し桃生城を攻撃するに至り、ついに均衡が破れることとになる。この後2，3年程で急速に情勢が悪化し、蝦夷社会と朝廷との汀であった辺郡ばかりでなく、胆沢・志和・秋田周辺なども巻き込んで陸奥・出羽両国が全面的な戦争の時代に至ったのである。以降朝廷により執拗な征夷が繰り返され、大規模な戦争の最終局面となる阿弖流爲（アテルイ）と坂上田村麻呂の対決を経て、延暦24年（805年）の徳政相論の後、 弘仁2年（811年）の文屋綿麻呂による最後の大規模な征夷まで戦乱の時代が続く。前後の時代とは明らかに様相を異にするこの時代の戦乱を、虎尾俊哉は「三十八年戦争」と命名している。昭和50年（1975年）に著された虎尾の論は、この戦争を律令国家と「アイヌ国家」との戦争と捉え、蝦夷とアイヌをそのまま同一視するものであり、アイヌ、蝦夷双方の研究が進展した後代においてそのまま認める事は出来ないものだが、宝亀5年（774年）から弘仁2年（811年）までの38年間を戦乱の時代と捉える歴史認識は平安時代初の当時において既に存在しており、「三十八年戦争」の語は今日の学会でもほぼ定着している。
「三十八年戦争」と命名されるこの時代は、征夷の方法によって更に三期に区分される。第I期は、宝亀5年（774年）桃生城襲撃から宝亀11年（780年）覚鱉城（かくべつじょう）造営計画が持ち上がるまでの6年間で、陸奥国・出羽国の現地官人と現地兵力を中心とした征夷が行われていた時期である。しかし、覚鱉城造営の計画が持ち上がった宝亀11年（780年）、伊治呰麻呂の乱により事態は新たな局面を迎える。第II期はその呰麻呂の乱から、桓武天皇の治世末期の延暦24年（805年）に行われた徳政相論による征夷中止の決定までの25年間で、朝廷主導のもと征夷軍が編成され、大規模な軍事行動が繰り返された時期である。延暦20年の征夷で大将軍坂上田村麻呂が胆沢の地を平定。翌年胆沢城の造営に着手し、蝦夷の族長であった阿弖流爲と母礼（モレ）が降伏するに至って、大規模な征夷の時代は終わりを迎えた。第III期は徳政相論から弘仁2年（811年）までの6年間である。先年蝦夷への軍事侵攻に勝利したとはいえ既に国力の限界に達しており、蝦夷政策の転換を迫られていた朝廷側は、疲弊した東国を征夷に関する負担から解放することに主眼を置いた。弘仁2年（811年）には「征夷終結のための征夷」と位置付けられる文屋綿麻呂による最後の征夷が行われたが、兵力は全て陸奥国・出羽国から徴募されたものであり、その中に朝廷側に帰服した蝦夷で構成される俘軍を含む。その後も不安な情勢はなおも続くが、弘仁2年閏12月に文屋綿麻呂は征夷の時代の終結を宣言し、征夷と呼ばれた軍事活動は史上から絶えることになるのである。
「三十八年戦争」を経て、この時期（9世紀初）に現れた城柵が胆沢城、志波城、第II次雄勝城説が有力視される払田柵跡、城輪柵、そして徳丹城である。この時代の城柵はそれまでの丘陵地ではなく（かつ、地形上の制約を受ける不整形の外郭でなく）、平地上に方形で作られている。
阿弖流爲と母礼の降伏及び処刑を挟んで、胆沢城は延暦21年（802年）、志波城は延暦22年（803年）に造営が開始された（それぞれ現在の岩手県奥州市及び盛岡市）。それまで陸奥国の国府機構と鎮守府とで兼任となっていた官制を分離し、多賀城から胆沢城に鎮守府が移された。この官制の分離は、胆沢地方の征服により拡大した朝廷の支配域に対し、陸奥国司が鎮守府官人を兼ねる従来の官制では対応できなくなったためと考えられ、鎮守府は胆沢城を拠点として陸奥国北部を支配する統治機関へと変質していくこととなる。
多賀城に代わる新たな鎮守府となった胆沢城は、一辺約670m四方の築地塀による外郭と、一辺約90mの政庁を持ち、外郭南門は多賀城の規模を上回る、正面5間の重層門となっていた。胆沢城の翌々年に造営が開始された志波城はそれをさらに凌駕する一辺840m四方、推定高さ4.5mの築地塀による外郭を持ち、当初は胆沢城より重要な城柵だったものと推定されている。時期をほぼ同じくして出羽国でも、払田柵跡が東西1,370m、南北780mという規模で造営されている（現在の秋田県大仙市、美郷町）。
これらの城柵が史上最大規模で造営されたのは、当時の朝廷がまだ北に向かって支配を拡大する意思を持っていたことのあらわれであると考えられる。事実、志波城が完成したとみられる延暦23年正月には、坂上田村麻呂が再度征夷大将軍に任命され、桓武期での第四次征討計画が検討されている。しかし、この征夷計画は副将軍、軍監、軍曹などの人事が行われたもののその後進展せずに、翌年の徳政相論により都の造作と征夷の中止が国家の方針として決定されるに至って、計画が破棄されることとなった。これは、桓武天皇の治世で行われた都の造作（長岡京、平安京）と征夷により、民衆の疲弊と国家財政の窮乏が進んだことで方針転換に至らざるを得なかったためであり、治世末期に行われたこの徳政相論のおよそ3か月後に、桓武天皇は崩御している。
桓武天皇の崩御を受けて即位した平城天皇及び、平城天皇から譲位された嵯峨天皇の治世でも、徳政相論で示された方針が踏襲されることとなった。平城天皇の治世はおよそ3年と短いが、中央の官司を整理したり、参議を廃して観察使を設置するなど財政と民生の回復に意を注ぐものであり、軍事政策についても版図不拡大の方針が確立する時期である。嵯峨天皇についても、平城天皇が行った政策の是正がしばしば行われたものの、弘仁2年（811年）の文屋綿麻呂の征夷は長年の征夷政策を終結させるために行った事業であり、徳政相論の方針と矛盾する性質のものではない。この時期の政策は、長年征夷政策を遂行するための人的・物的資源の供給源とされ、疲弊の著しかった東国の諸負担を開放することに主眼が置かれており、柵戸については延暦21年正月に胆沢城周辺に東国の浮浪人4,000人が送り込まれたのを最後に実施されず、鎮兵についても大同年間（806年-810年）に東国からの派遣が停止されて、陸奥・出羽両国からの徴発に改められた。
最後の征夷が行われた弘仁2年（811年）の閏12月、征夷将軍であった文屋綿麻呂は陸奥国の鎮兵3,800人を段階的に1,000人まで削減し、陸奥国に置かれていた4個軍団4,000人の兵力も2個2,000人まで縮小することを奏請した。この縮減の動きと関連して城柵の再編が行われ、史上最大規模の城柵であった志波城に代わって築かれたのが、最後の城柵である徳丹城である（現在の岩手県紫波郡矢巾町）。志波城が雫石川に近く、しばしば氾濫による水害を被ることを理由とした理由とした移転だが、徳丹城は志波城より南に10kmほど後退し、外郭の規模も志波城の一辺約840mから一辺約355mへと大幅に縮小された。これは徳政相論以後の律令国家が、従前の版図拡大政策を放棄して現状維持に転換したことを示す考古学的な証左であるとみられる。また、以前から残る城柵に収められていた武器や食糧も他所に移され、この時に伊治城や中山柵が廃止されたものと推測されている。弘仁6年（815年）には鎮兵の制度が完全に廃止され、城柵の守備は軍団の兵士と、勲位を有する者を兵士に指定した健士によって担われることとなった。なお、発掘調査により、徳丹城の機能も9世紀半ばまでには廃絶したものと推測されている。

### 城柵の時代の終焉
鎮守府を胆沢城（ついで志波城）に移して軍事的な性格が後退した多賀城は、他国の国府と共通する官衙としての性格を強めていくこととなる。史料上に多賀城が「城」として表記されるのは「忽至城下」（たちまち城下に至る）と記録された貞観11年（869年）が最後で、その復旧は貞観12年（870年）「修理府」（府を修理す）とあり、以後はすべて多賀国府と記されるようになり、城柵としての位置づけは希薄となっていく。承和年間（834年-847年）とみられる徳丹城と玉造塞の停止をもって、9世紀中葉に残存する城柵は、多賀城、秋田城、胆沢城、第II次雄勝城とみられる払田柵跡、出羽国府とみられる城輪柵跡の5つとなった。これらの5城柵は10世紀中葉までは機能していたものと考えられ、最後まで残った多賀国府（多賀城）、秋田城は10世紀中葉あるいは11世紀前半ごろまで機能したものと考えられる。また胆沢城も、10世紀中葉以降の姿は考古学的には瞭らかでないものの、文献資料の上では胆沢鎮守府として後代まで現れており、鎮守府将軍の職名は後々まで残ることとなる。終末期まで残った城柵は、鎮守府の在庁官人として現地の機構を掌握していたとみられる安倍氏や、同じく中央の貴族が下向して雄勝城の在庁官人として土着したとみられる清原氏など、その後の東北地方の歴史に関わる存在にとっての揺籃の役割を果たした。特に終末期まで残り東北地方北部の「第二国府」的な役割を果たした胆沢城（鎮守府）、秋田城を通じた支配体制は「鎮守府・秋田城体制」とも呼ばれるが、一方で「鎮守府・秋田城体制」はあくまで中世史研究上の要請に基づいて理論化されたものであるという面を指摘し、鎮守府・秋田城とも陸奥・出羽両国府の被官以上の存在でなく、これに見直しを迫る見解も存在する。
国家事業としての征夷が終息を迎え、軍事的な緊張が緩和された中でも、ただちに蝦夷の支配が安定した訳でなかった。9世紀中葉には陸奥国の奥郡で蝦夷系住民と移民系住民の対立による騒乱が連年のように発生しており、出羽国では元慶2年（878年）、同国で史上空前の反乱である元慶の乱が発生している。また、9世紀から10世紀にかけての日本、なかんずく東北地方は貞観11年（869年）の貞観津波あるいは十和田火山の噴火など巨大な自然災害が頻発した時期でもある。このような情勢のもと、東北地方の社会全体の不安定な状況は9世紀後半から10世紀にかけて続くことになった。
また、あるいは10世紀中葉以降は、考古学的に検出される城柵遺構が消滅していく時期にあたり、これは全国的に他の国府遺構でも軌を一にする現象でもある。これは律令国家から王朝国家へと変容していく中で、地方支配が受領を通じた徴税請負に特化していき、律令体制下のような壮大な官衙ではなく国司館のような「館」支配へと転換していったとみられることによる。実際の城柵が消滅していくにもかかわらず文献上に国守や鎮守府将軍、秋田城介といった官職が現れるのは、地方支配の拠点が城柵内の政庁ではなくこれら官人の公邸である館へと転換していたことを窺わせるものである。

## 主な城柵の一覧
| 城柵名     | 設置年                 | 廃絶年                 | 設置郡                       | 比定遺跡                                                                | 備考                                                    |
| ---------- | ---------------------- | ---------------------- | ---------------------------- | ----------------------------------------------------------------------- | ------------------------------------------------------- |
| 渟足柵     | 647年（大化3年）       | 不明                   | 沼垂郡                       | 不明                                                                    | 養老年間には存在。                                      |
| 磐舟柵     | 648年（大化4年）       | 不明                   | 岩船郡                       | 不明                                                                    |                                                         |
| 都岐沙羅柵 | 不明                   | 不明                   | 不明                         | 不明                                                                    | 658年（斉明天皇4年）には存在。                          |
| 出羽柵     | 不明                   | 760年（天平宝字4年）頃 | 出羽郡                       | 不明                                                                    | 734年2月（天平5年12月）、秋田に移設。出羽国府。         |
| 秋田城     | 760年（天平宝字4年）頃 | 11世紀頃               | （秋田郡）                   | 秋田城跡                                                                | 秋田郡は秋田城の廃絶後に設置された。                    |
| 雄勝城     | 759年（天平宝字3年）   | 不明                   | 雄勝郡                       | 不明                                                                    |                                                         |
| 由理柵     | 不明                   | 不明                   | 由利郡                       | 不明                                                                    | 『続日本紀』780年（宝亀11年）8月23日条。                |
| 払田柵     | 9世紀初頭              | 10世紀末               | 不明                         | 払田柵跡                                                                | 河辺府説、雄勝城説、史料未記録の城柵説、第2次雄勝城説。 |
| 城輪柵     | 9世紀                  | 10世紀                 | 出羽郡か                     | 城輪柵跡                                                                | 出羽国府。                                              |
| 多賀城     | 724年（神亀元年）      | 中世                   | 宮城郡                       | 多賀城跡                                                                | 陸奥国府。11世紀中頃には国府機能は周辺の国司館に移動。  |
| 玉造柵     | 737年（天平9年）頃     | 不明                   | 玉造郡                       | 名生館官衙遺跡あるいは 小寺遺跡か。のちに玉造塞（宮沢遺跡？）へ移行か。 | 『続日本紀』天平五柵のひとつ                            |
| 色麻柵     | 737年（天平9年）頃     | 不明                   | 色麻郡                       | 城生遺跡か                                                              | 『続日本紀』天平五柵のひとつ                            |
| 新田柵     | 737年（天平9年）頃     | 不明                   | 新田郡                       | 新田柵跡推定地                                                          | 『続日本紀』天平五柵のひとつ                            |
| 牡鹿柵     | 737年（天平9年）頃     | 不明                   | 牡鹿郡                       | 赤井遺跡か                                                              | 『続日本紀』天平五柵のひとつ                            |
| 桃生城     | 759年（天平宝字3年）   | 不明                   | 桃生郡                       | 桃生城跡                                                                | 『続日本紀』                                            |
| 伊治城     | 767年（神護景雲元年）  | 9世紀初頭              | 伊治郡（上治郡、此治郡とも） | 伊治城跡                                                                | 設置郡は後世の栗原郡とされる。                          |
| 覚鱉城     | 780年（宝亀11年）      | 不明                   | 不明                         | 不明                                                                    |                                                         |
| 胆沢城     | 802年（延暦21年）      | 10世紀後半頃           | 胆沢郡                       | 胆沢城跡                                                                |                                                         |
| 中山柵     | 804年（延暦23年）以前  | 不明                   | 小田郡                       | 日向館跡か                                                              | 『日本後紀』天平五柵のひとつか                          |
| 志波城     | 803年（延暦22年）      | 弘仁2年（811年）       | 志波郡か                     | 志波城跡                                                                | 徳丹城に移設廃止。                                      |
| 徳丹城     | 811年（弘仁2年）       | 9世紀中頃              | 志波郡                       | 徳丹城跡                                                                |                                                         |